# Massacre de Kishishe
O massacre de Kishishe foi um assassinato em massa ocorrido de 29 de novembro a 1 de dezembro de 2022, na aldeia de Kishishe, no Quivu do Norte, no território de Rutchuru, no leste da República Democrática do Congo. O Movimento 23 de Março (M23), um grupo armado predominantemente tútsi, matou sumariamente pelo menos 131 civis em Kishishe após confrontos com milícias locais, parte da ofensiva do M23, de acordo com uma investigação preliminar das Nações Unidas. Ao mesmo tempo, as autoridades de Quinxassa mencionaram aproximadamente 300 mortos no massacre.  Mais de centenas de milhares de pessoas foram deslocadas para outros locais, como Kanyabayonga, Kibirizi, Kashala, Kirima, Nyanzale, Kashalira, Bambu e Kitchanga, ou refugiadas em países vizinhos.